# Koninklijke Football Club Diest
El Koninklijke Football Club Diest és un club de futbol belga de la ciutat de Diest, Brabant Flamenc.

## Història

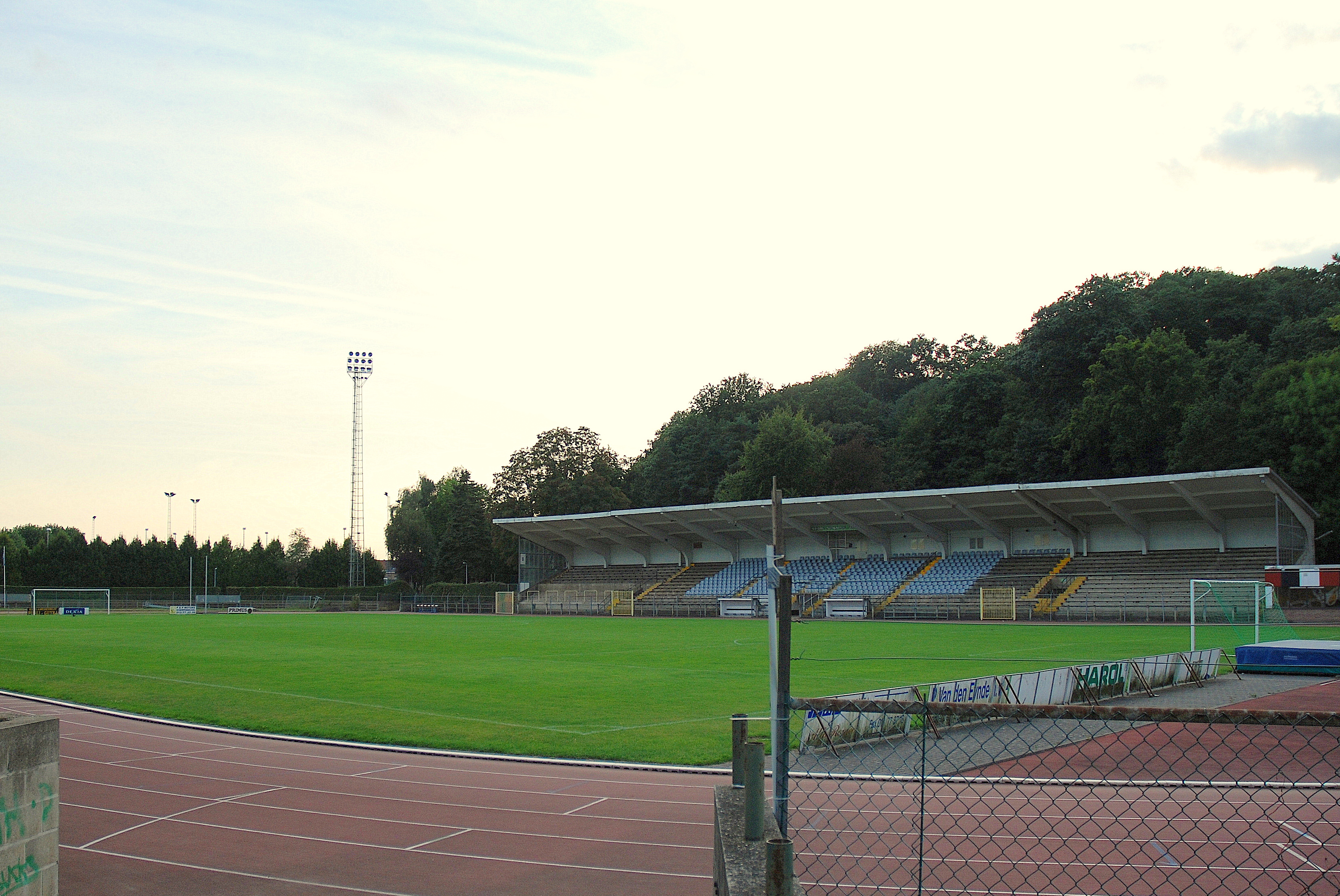
Estadi del KFC Diest.

El club nasqué l'any 1909 amb el nom Hooger Op Diest Football Club i ingressà a l'URBSFA amb el número de matrícula 41. L'any 1948 es fusionà amb el club Standaard Athletiek Diest esdevenint FC Diest. El 1953 li fou atorgat el títol de reial passant a denominar-se KFC Diest. Jugà a la primera divisió belga entre els anys 1962 i 1965, i posteriorment entre 1971 i 1975. L'any 1988 s'uní al FC Assent per convertir-se en Koninklijke Tesamen Hogerop Diest. L'any 2006 recuperà el seu anterior nom KFC Diest.